# 프랑켄슈타인 (1931년 영화)
《프랑켄슈타인》(Frankenstein)은 메리 셸리의 소설 《프랑켄슈타인》을 원작으로 한 영화이다.

## 줄거리
무생물에 생명을 부여할 수 있는 방법을 알아낸 과학자 프랑켄슈타인은 조수 프리츠와 함께 시체를 절단해 인조인간을 만드는 실험을 한다. 프랑켄슈타인의 약혼녀 엘리자베스는 약혼자가 시계탑 안에서 하고 있는 이상한 실험을 막기 위해 시계탑을 찾아간다. 하지만 그녀가 도착했을 때, 번개를 맞은 괴물이 생명을 얻게 된다. 범죄자의 뇌가 이식된 괴물은 살인 욕구에 불타올라 프리츠를 살해한 후 마을을 찾아간다. 괴물의 위협이 커져가자 마을사람들과 프랑켄슈타인은 괴물을 쫓는다. 프랑켄슈타인은 괴물에게 납치되고, 마을 사람들은 이를 쫓아간다. 괴물은 마을 사람들을 피해 프랑켄슈타인을 데리고 풍차로 도망간다. 정신을 차린 프랑켄슈타인과 괴물이 실랑이를 벌이고, 프랑켄슈타인은 2층 난간에서 밖으로 떨어진다. 이윽고 프랑켄슈타인은 구조되고, 마을 사람들은 괴물이 남아있는 풍차에 불을 지른다.

## 출연
- 콜린 클라이브 - 헨리 프랑켄슈타인
- 메이 클라크 - 엘리자베스 러벤자
- 존 볼즈 - 빅터 모리츠
- 보리스 칼로프 - 괴물
- 에드워드 밴슬론 - 월드먼 박사
- 프레더릭 커 - 프랑켄슈타인 남작
- 드와이트 프라이 - 프리츠
- 라이어널 벨모어 - 포겔 경
- 메릴린 해리스 - 마리아
- 마이클 마크 - 루트비히

## 기타
- 협력프로듀서: E.M. 애셔

## 덤
- 영화 중 어린 여자아이 혼자 놀고 있는 물가에 괴물이 다가온다. 아무것도 모르는 아이는 괴물과 함께 물에 꽃을 띄우며 논다. 그러다가 꽃이 다 떨어지자 괴물은 당연하다는 듯 소녀를 물에다가 던져 죽여 버린다. 당시 유니버설 사 사람들은 너무 잔인한 이 장면을 용납할 수 없었다. 그러나 이 장면은 마을 사람들에 대한 괴물의 증오를 보여주는 중요한 장면이어서, 삭제할 수가 없었다. 그 때문에 괴물이 소녀를 물에 던지는 장면만 삭제되었고, 덕분에 그 장면은 더욱 잔인해졌다.[1]